# Ernest Gambart
Jean Joseph Ernest Theodore Gambart (Kortrijk, 12 oktober 1814 - Nice, 12 april 1902) was een in België geboren voornamelijk in Engeland opererende uitgever en kunsthandelaar, die in het midden van de negentiende eeuw een belangrijk rol speelde in de Londense kunstwereld.
Hij lanceerde onder andere de (dankzij hem latere) Nederlands-Britse schilder Lourens Alma Tadema in Engeland. 
In 1846 werd hij tot Brits staatsburger genaturaliseerd.

## Publicaties
- Ernest Gambart: On piracy of artistic copyright. London 1863